# پرنده‌بال مثلثی
پرنده‌بال مثلثی (نام علمی: Troides trojana) نام یک گونه از تیره پروانه‌های دم‌چلچله‌ای است.